# Moritz Michael Daffinger

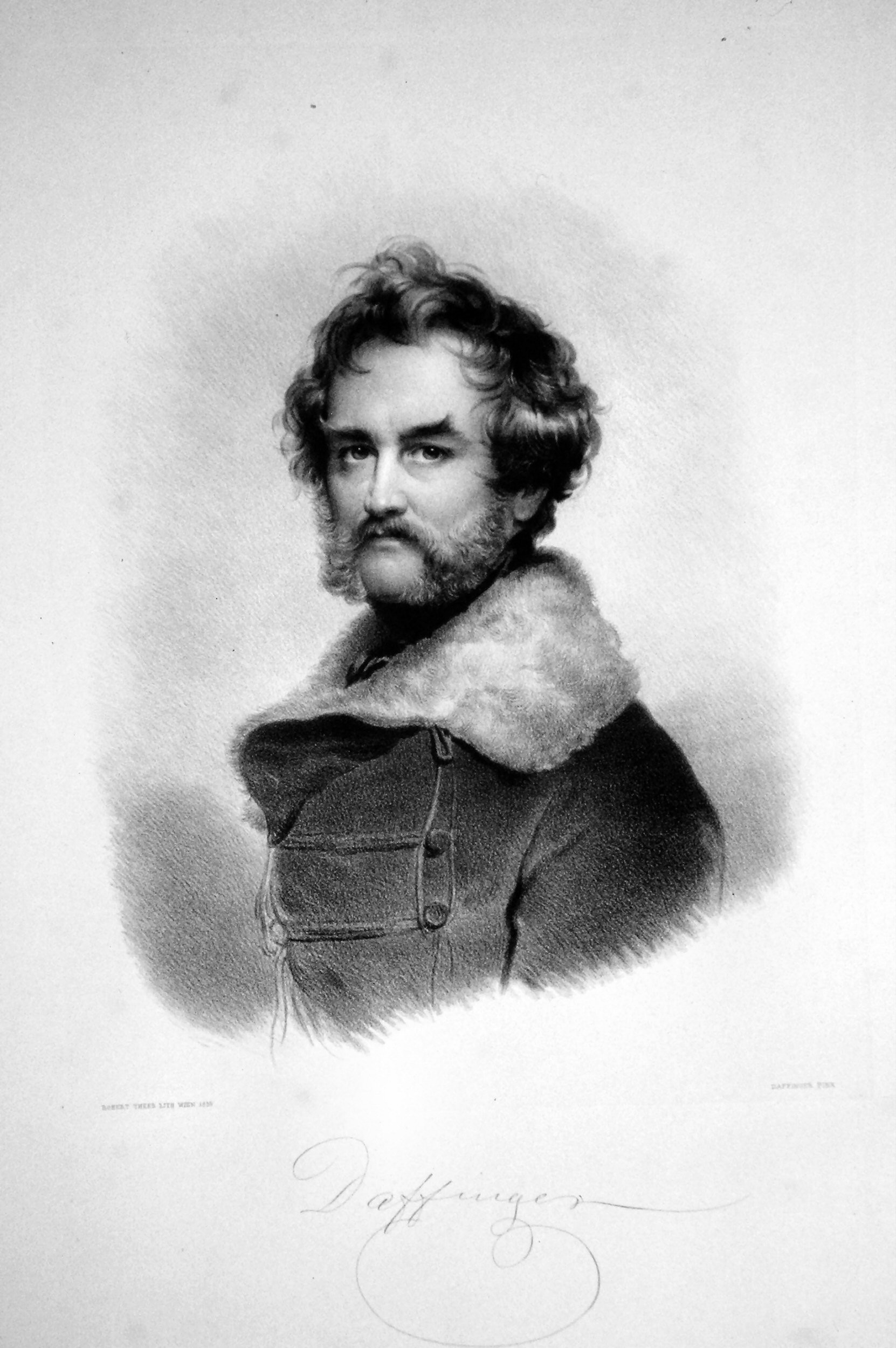
Robert Theer, Moritz Daffinger, litografia

Moritz Michael Daffinger (Vienna, 25 gennaio 1790 – Vienna, 21 agosto 1849) è stato un pittore, miniatore e decoratore di porcellane austriaco.

## Biografia
Figlio di un pittore della manifattura di Porcellana di Vienna fu assunto come apprendista nel 1801 e lavorò insieme al padre nella fabbrica di porcellane fino al 1810, quando intraprese la carriera autonoma di miniaturista.

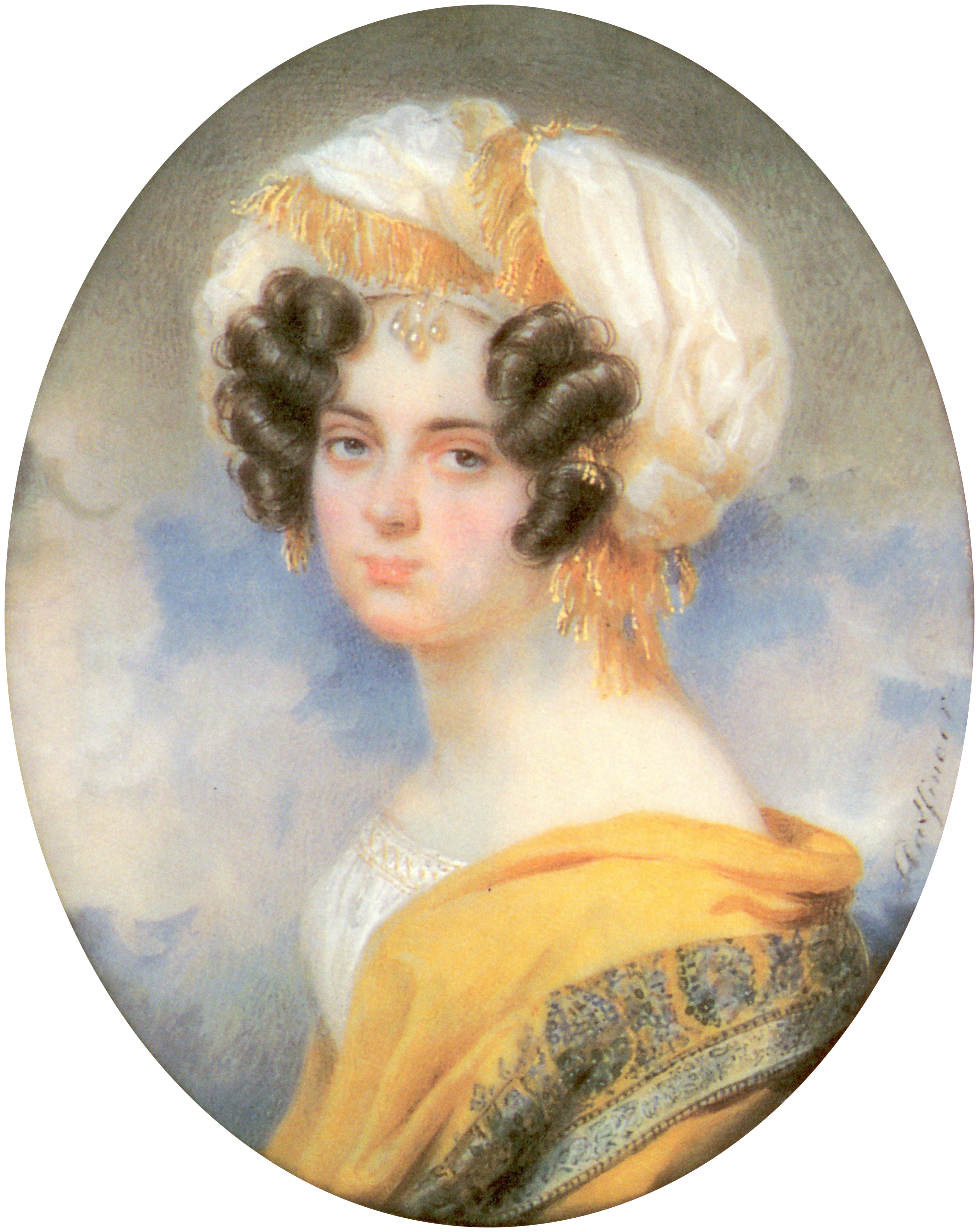
M. Daffinger, Maria Alexeevna Musina-Pushkina.

Aveva intanto frequentato l'Accademia di belle arti di Vienna e vinto nel 1804 il primo premio per la pittura. Su piatti di porcellana, su tabacchiere, su vasi aveva dipinto soggetti mitologici, copie di opere del Correggio, ritratti della famiglia imperiale austriaca.
Subì l'influenza del ritrattista inglese Thomas Lawrence che si trovava a Vienna per il Congresso. Fece il ritratto in miniatura di aristocratici e di diplomatici. Fu apprezzato particolarmente da aristocratici russi.

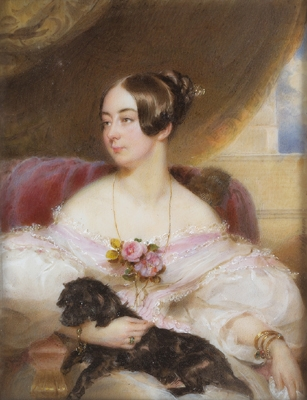
Moritz Michael Daffinger, Ferdinandine Karolyi, nata principessa Kaunitz-Rietberg.

Meticoloso nei particolari - degli abiti, dei gioielli, delle acconciature - sapeva cogliere l'espressione viva e naturale delle persone da ritrarre e quindi soddisfare le richieste della clientela più esigente. Dipinse - più volte - il ritratto di Napoleone II, duca di Reichstadt, e ritrasse il principe Klemens von Metternich.
Appassionato di botanica, raccoglieva e disegnava piante: 415 disegni a colori, con soggetti botanici, sono stati acquistati dall'Accademia di belle arti di Vienna. Tra le sue acqueforti, il suo autoritratto che fu riprodotto nel 1988 sul verso della banconota austriaca da 20 scellini che rimase in vigore fino all'entrata dell'Euro. All'acquarello, su carta, realizzò figurini di abiti sontuosi per il ballo.